# Râul Vulturu, Motnău
Râul Vulturu este un curs de apă, afluent al râului Motnău. 